# Australiens herrlandslag i bandy
Australiens herrlandslag i bandy representerar Australien i bandy på herrsidan. Världsmästerskapsdebuten skulle ha kommit 2011 i Ryssland, men laget fick lämna återbud till följd av översvämningarna i Australien.  Återbudet kom så nära inpå tävlingarna att flaggan till och med fanns med på VM-affischen.